# Elbląg
Elbląg (/ˈɛlblɔŋk/ⓘ; en alemán: Elbing; en español arcaico: Elbingue) es una ciudad situada al norte de Polonia. Se ubica a orillas del río Elbląg, que desemboca en la laguna del Vístula, una entrada del mar Báltico.
Elbląg tiene la categoría de ciudad con derechos de distrito. Además, es la sede administrativa del distrito de Elbląg, aunque no forma parte de él. Desde la reforma de la administración local en 1999, forma parte del Voivodato de Varmia y Masuria, y es su segunda ciudad más poblada después de la capital, Olsztyn. Anteriormente, entre 1975 y 1998, era la capital del Voivodato de Elbląg.

## Enlaces externos

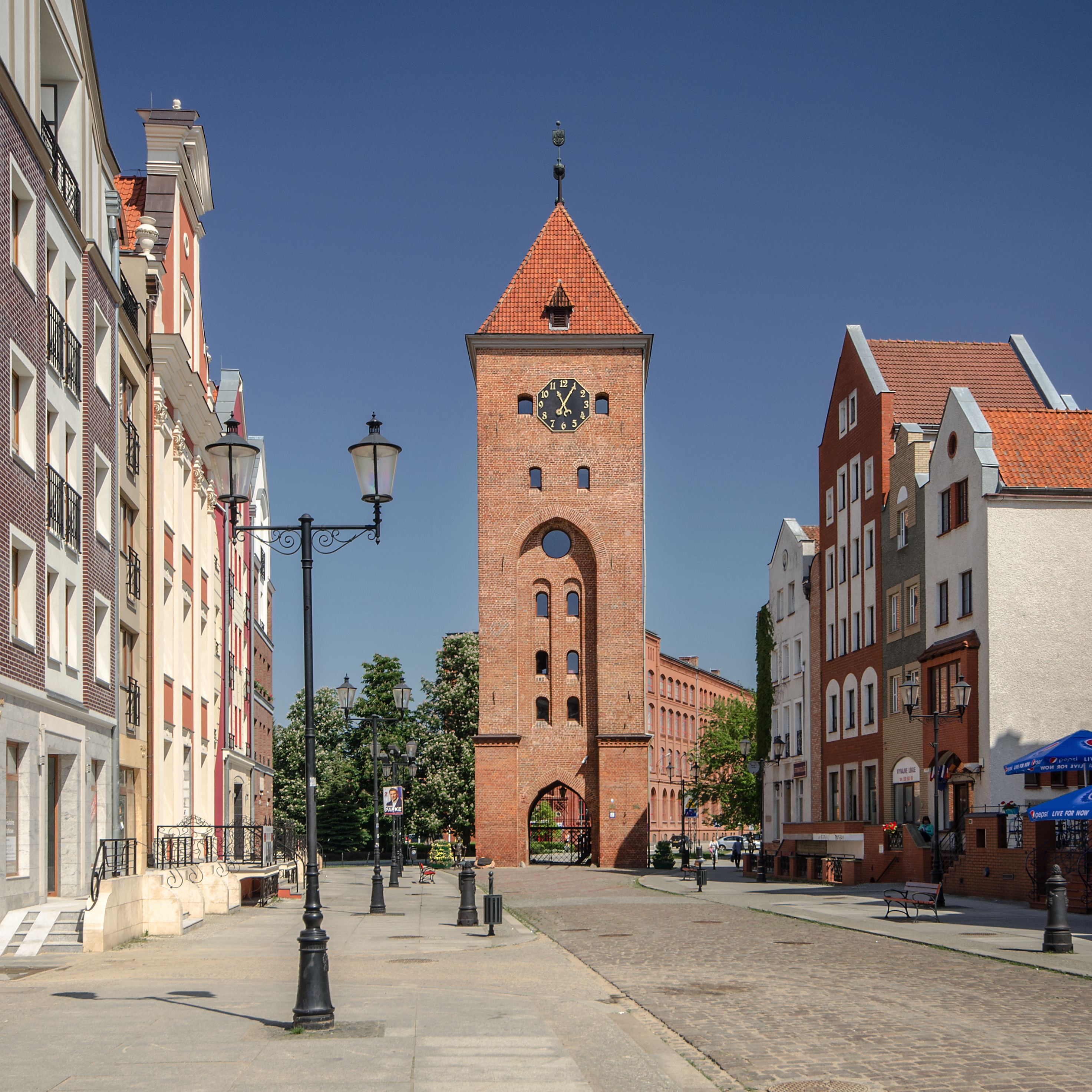
La Puerta del Mercado antiguo.

## Clima
| Parámetros climáticos promedio de Elbląg (1991-2020) | Parámetros climáticos promedio de Elbląg (1991-2020) | Parámetros climáticos promedio de Elbląg (1991-2020) | Parámetros climáticos promedio de Elbląg (1991-2020) | Parámetros climáticos promedio de Elbląg (1991-2020) | Parámetros climáticos promedio de Elbląg (1991-2020) | Parámetros climáticos promedio de Elbląg (1991-2020) | Parámetros climáticos promedio de Elbląg (1991-2020) | Parámetros climáticos promedio de Elbląg (1991-2020) | Parámetros climáticos promedio de Elbląg (1991-2020) | Parámetros climáticos promedio de Elbląg (1991-2020) | Parámetros climáticos promedio de Elbląg (1991-2020) | Parámetros climáticos promedio de Elbląg (1991-2020) | Parámetros climáticos promedio de Elbląg (1991-2020) |
| Mes                                                  | Ene.                                                 | Feb.                                                 | Mar.                                                 | Abr.                                                 | May.                                                 | Jun.                                                 | Jul.                                                 | Ago.                                                 | Sep.                                                 | Oct.                                                 | Nov.                                                 | Dic.                                                 | Anual                                                |
| ---------------------------------------------------- | ---------------------------------------------------- | ---------------------------------------------------- | ---------------------------------------------------- | ---------------------------------------------------- | ---------------------------------------------------- | ---------------------------------------------------- | ---------------------------------------------------- | ---------------------------------------------------- | ---------------------------------------------------- | ---------------------------------------------------- | ---------------------------------------------------- | ---------------------------------------------------- | ---------------------------------------------------- |
| Temp. máx. abs. (°C)                                 | 12.9                                                 | 17.7                                                 | 22.4                                                 | 29.0                                                 | 32.0                                                 | 33.1                                                 | 36.5                                                 | 35.7                                                 | 30.6                                                 | 26.5                                                 | 18.1                                                 | 13.0                                                 | 36.5                                                 |
| Temp. máx. media (°C)                                | 0.9                                                  | 2.2                                                  | 6.3                                                  | 12.9                                                 | 17.8                                                 | 20.8                                                 | 22.9                                                 | 23.0                                                 | 18.1                                                 | 12.1                                                 | 6.0                                                  | 2.2                                                  | 12.1                                                 |
| Temp. media (°C)                                     | -1.4                                                 | -0.5                                                 | 2.7                                                  | 8.2                                                  | 12.7                                                 | 15.9                                                 | 18.2                                                 | 18.0                                                 | 13.7                                                 | 8.6                                                  | 3.8                                                  | 0.2                                                  | 8.3                                                  |
| Temp. mín. media (°C)                                | -3.6                                                 | -3.0                                                 | -0.5                                                 | 3.9                                                  | 8.1                                                  | 11.4                                                 | 13.9                                                 | 13.8                                                 | 10.0                                                 | 5.6                                                  | 1.7                                                  | -1.9                                                 | 5                                                    |
| Temp. mín. abs. (°C)                                 | -30.1                                                | -30.0                                                | -21.6                                                | -6.2                                                 | -3.5                                                 | -0.2                                                 | 4.4                                                  | 3.4                                                  | -1.7                                                 | -8.5                                                 | -16.9                                                | -22.2                                                | -30.1                                                |
| Precipitación total (mm)                             | 47.4                                                 | 37.7                                                 | 40.8                                                 | 37.0                                                 | 58.6                                                 | 70.2                                                 | 87.1                                                 | 77.9                                                 | 73.9                                                 | 70.3                                                 | 57.8                                                 | 56.4                                                 | 715.1                                                |
| Nevadas (cm)                                         | 223.0                                                | 198.1                                                | 94.7                                                 | 13.0                                                 | 0                                                    | 0                                                    | 0                                                    | 0                                                    | 0                                                    | 5.9                                                  | 37.1                                                 | 100.0                                                | 671.8                                                |
| Días de lluvias (≥ 1 mm)                             | 10.9                                                 | 9.4                                                  | 9.2                                                  | 7.4                                                  | 9.6                                                  | 10.2                                                 | 10.0                                                 | 10.2                                                 | 9.8                                                  | 11.1                                                 | 10.1                                                 | 11.4                                                 | 119.3                                                |
| Días de nevadas (≥ 1 mm)                             | 19.5                                                 | 16.8                                                 | 8.1                                                  | 1.2                                                  | 0                                                    | 0                                                    | 0                                                    | 0                                                    | 0                                                    | 0.4                                                  | 4.9                                                  | 12.5                                                 | 63.4                                                 |
| Horas de sol                                         | 40.4                                                 | 67.0                                                 | 128.6                                                | 199.8                                                | 257.0                                                | 243.5                                                | 246.7                                                | 237.5                                                | 164.8                                                | 104.4                                                | 44.0                                                 | 29.5                                                 | 1763.2                                               |
| Humedad relativa (%)                                 | 87.5                                                 | 84.2                                                 | 77.8                                                 | 70.2                                                 | 71.7                                                 | 74.8                                                 | 76.6                                                 | 76.1                                                 | 80.4                                                 | 84.5                                                 | 89.4                                                 | 89.7                                                 | 80.2                                                 |
| Fuente: Promedios y totales mensuales                |                                                      |                                                      |                                                      |                                                      |                                                      |                                                      |                                                      |                                                      |                                                      |                                                      |                                                      |                                                      |                                                      |

### Sitios web del gobierno
- Municipal website
- Gmina of Elbląg. (en polaco)
- Elbląg County. (en polaco)

### Sitios históricos y municipales
- CastlesOfPoland.com
- Map of Warmia with Elbing from 1755 Archivado el 22 de enero de 2016 en Wayback Machine.
- Interactive map of Elbląg (en polaco)
- Tourism information Archivado el 20 de junio de 2006 en Wayback Machine.
- Elbing Vocabulary, presentation by Dr. Letis Palmaitis
- Elbląg at Polfracht Shipping Agency Ltd.
- Elbing.de

### Portales web
- Wirtualny Elbląg - portal (en polaco)
- Elbląska Gazeta Internetowa - portal (en polaco)
- Elblag24 - portal (en polaco)
- info.elblag.pl - portal (en polaco)
- Nocny Elbląg - portal (en polaco)
- Dziennik Elbląski - periódico (en polaco)

- Datos: Q104712
- Multimedia: Elbląg / Q104712